# Ivan Moravec
Ivan Moravec (ur. 9 listopada 1930 w Pradze, zm. 27 lipca 2015 tamże) – czeski pianista.

## Życiorys
Uczestniczył w różnych kursach mistrzowskich w Arezzo pod kierunkiem Artura Benedettiego Michelangelego. W 1964 roku wystąpił z Cleveland Orchestra, a jego występ przyniósł mu międzynarodową sławę. Stworzył oryginalne interpretacje utworów Debussy’ego, Chopina, Mozarta i Beethovena.
Zmarł 27 lipca 2015 w praskim szpitalu w wyniku zapalenia płuc.

## Nagrody i wyróżnienia
- Nagrane przez pianistę w 1965 roku Nokturny Chopina zostały umieszczone na liście wybitnych nagrań w The New York Timesie. Lista ta została utworzona z okazji dwusetnej rocznicy urodzin Fryderyka Chopina w 2010 roku[6].
- 2000: Medal Za Zasługi przyznany przez prezydenta Václava Havla za wybitne osiągnięcia artystyczne[7].
- 2000: Charles IV Prize (czeski: Cena Karla IV) – prestiżowa czeska nagroda za służbę dla ludzkości[7].
- 2002: Cannes Classical Award za całokształt twórczości[8].